# Myší ocásek (film)
Myší ocásek (v originále La queue de la souris) je francouzský krátký animovaný film z roku 2008, který režíroval Benjamin Renner podle vlastního scénáře. Snímek měl světovou premiéru na filmovém festivalu Encounters Short v Bristolu v listopadu 2008.

## Děj
Malou myš chytí lev a chce ji sníst. Ta mu slíbí, že když ji nechá, obstará mu k jídlu něco mnohem lepšího.

## Dabing postav
| Anthony Poupard | myš |

## Ocenění
- César: nominace na nejlepší animovaný film